# Arbuckle Pipeline (трубопровід для ЗВГ)
Arbuckle Pipeline (трубопровід для ЗВГ) — трубопровід на півдні США для транспортування нефракціонованої суміші зріджених вуглеводневих газів (ЗВГ) з півдня Оклахоми та північного сходу Техасу.
«Сланцева революція» в США призвела до нарощування видобутку з формацій Вудфорд (Оклахома) та Барнетт (Техас). Для вивозу звідси суміші ЗВГ у 2009 році компанія Oneok Partners ввела в експлуатацію трубопровід Arbuckle, котрий починається в окрузі Стівенс та прямує до розташованого на узбережжі Мексиканської затоки надпотужного центру фракціонування в Монт-Белв'ю. Він має довжину у 440 миль та виконаний у діаметрах 300 та 400 мм.
Первісно пропускна здатність Arbuckle Pipeline становила 160 тисяч барелів на добу. В 2012 році Oneok завершила проект розширення своєї газозбірної мережі Mid-Continent NGL, до якої підключили 6 газопереробних заводів, котрі працюють з продукцією сланцевих формацій Кана-Вудфорд та Granite Wash (знаходяться західніше від формації Вудфорд). Для вивозу звідси додаткових об'ємів вуглеводнів потужність Arbuckle Pipeline збільшили до 240 тисяч барелів на добу шляхом встановлення додаткових насосних станцій.